# Dicentre
Dicentra
Genre
Classification APG IV (2016)
Synonymes
- Diclytra Borkh. in Arch. Bot. 1(2): 46 (1797), nom. rej.
- Bicucullaria Juss. ex Steud. in Nomencl. Bot., ed. 2, 1: 202 (1840)
- Bikukulla Adans. in Fam. Pl. 2: 23 (1763)
- Capnorchis Borkh. in Arch. Bot. (Leipzig) 1(2): 46 (1797)
- Corniveum Nieuwl. in Amer. Midl. Naturalist 3: 175 (1914)
- Cucularia Raf. in Med. Repos. 2(5): 352 (1808)
- Dielytra Cham. & Schltdl. in Linnaea 1: 556 (1826)
- Eucapnos Bernh. in Linnaea 8: 468 (1833)
- Hedycapnos Planch. in Fl. Serres Jard. Eur. 8: 193 (1853)

Dicentre (Dicentra en dénomination scientifique, du grec dis, deux et kentron, éperon) est un genre de plantes à fleurs de la famille des Fumariaceae selon la classification classique de Cronquist (1981), de la famille des Papaveraceae actuellement.

## Description
Ce sont des plantes herbacées vivaces hermaphrodites, dressées ou volubiles. Les feuilles sont caduques découpées, parfois en vrille. Les fleurs sont irrégulières à deux paires de pétales, les extérieurs éperonnés ou bossus ; six étamines, ovaires à deux placentas. Les fruits sont déhiscents à deux valves.

## Liste des espèces
- Dicentra burmanica K.R.Stern
- Dicentra canadensis (Goldie) Walp.
- Dicentra chrysantha (Hook. & Arn.) Walp.
- Dicentra cucullaria (L.) Bernh.
- Dicentra eximia (Ker-Gawl.) Torr.
- Dicentra formosa (Haw.)Walp.
  - Dicentra formosa subsp. formosa
  - Dicentra formosa subsp. oregona
- Dicentra lachenaliaeflora Ledeb.
- Dicentra lichiangensis Fedde
- Dicentra macrocapnos D.Prain
- Dicentra nevadensis Eastw.
- Dicentra ochroleuca Engelm.
- Dicentra oregona Eastw.
- Dicentra pauciflora S. Wats.
- Dicentra paucinervia K.R.Stern
- Dicentra peregrina (Rudolphi) Makino
- Dicentra pusilla Siebold  &  Zucc.
- Dicentra roylei Hook.f. & Thomson
- Dicentra scandens Walp.
- Dicentra schneideri Fedde
- Dicentra spectabilis (L.) Lem. - Cœur de Marie
- Dicentra thalictrifolia Hook.f. & Thomson
- Dicentra torulosa Hook.f. & Thomson
- Dicentra uniflora Kellogg
- Dicentra ventii Khanh
- Dicentra wolfdietheri Fedde

## Toxicité
Les dicentres renferment des alcaloïdes toxiques qui peuvent être mortels[réf. nécessaire].

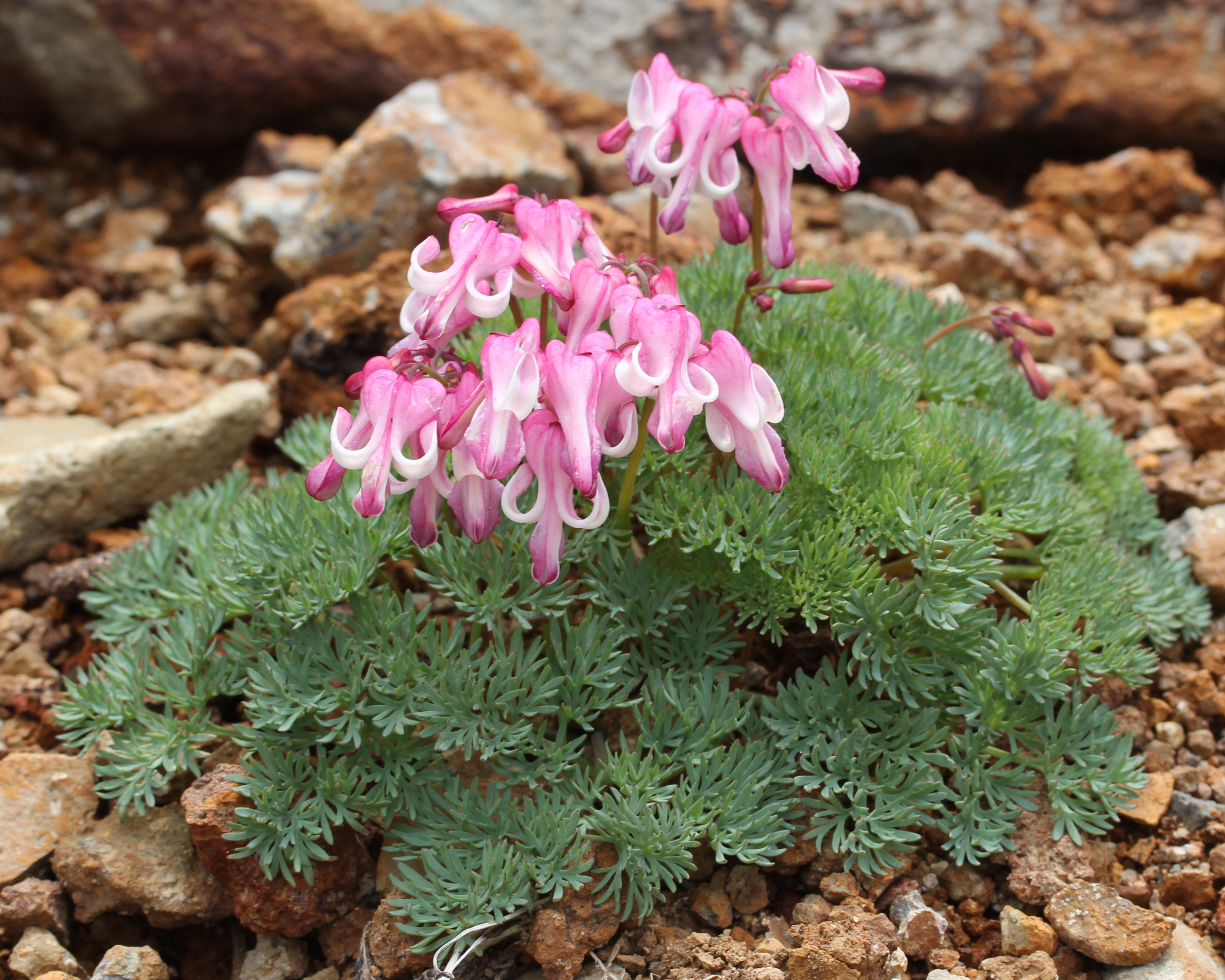
Dicentra peregrina

## Horticulture
Plusieurs espèces sont cultivées et vendues en jardinerie, notamment Dicentra canadensis, D. cucullaria, D. eximia et D. formosa. Résistances au froid et vivaces, elles sont utilisées dans des parterres ombragés.